# Theologisches Seminar St. Chrischona
Das Theologische Seminar St. Chrischona (tsc) ist ein unabhängiges evangelisches theologisches Seminar evangelikaler Prägung in Bettingen-St. Chrischona in der Schweiz. Seit der Gründung 1840 haben mehr als 6400 Personen in diesem Seminar studiert – über 3900 Männer und 2500 Frauen; 2015 waren über 130 Studierende eingeschrieben. Das Seminar ist Mitglied der Evangelischen Allianz, der Konferenz Bibeltreuer Ausbildungsstätten sowie im Gnadauer Bündnis für Ausbildungsstätten.

## Geschichte

### Wurzeln und Tätigkeit im 19. Jahrhundert
Das Theologische Seminar St. Chrischona hat seine Tradition in pietistischen Kreisen in Deutschland und der Schweiz. Es beschäftigte sich seit dem 18. Jahrhundert mit Themen wie den antireligiösen Aspekten der Aufklärung und der aufkommenden kritisch-liberalen Theologie.
Im Jahre 1782 wurde die „Gesellschaft zur Beförderung reiner Lehre und wahrer Gottseligkeit“ (eigene Kurzbezeichnung: Christentumsgesellschaft) gegründet. Aus ihr ging 1841 fast zeitgleich mit der Gründung der Pilgermission St. Chrischona ein theologisches Seminar hervor, das sich der Ausbildung von Pilgermissionaren widmete. Diese lebten, lernten und arbeiteten zu Beginn in der Kirche. Um mehr Platz zu schaffen, wurden die Wohnhäuser Alte Heimat (1860), Kirchheim (1863) und Morgenrot (1883) erbaut. 1890 folgte die Holzhalle Eben Ezer für grössere Versammlungen und den Unterricht. Sie alle stehen in unmittelbarer Nähe der Kirche und werden bis heute durch das Theologische Seminar genutzt. 1845 begannen einige dieser Absolventen einen Dienst unter deutschsprachigen Auswanderern in den USA. 1846 gründeten Pilgermissionare ein Brüderhaus in Jerusalem, 1854 gingen weitere Missionare nach Ägypten und Äthiopien.

### Frühes 20. Jahrhundert
1909 wurde mit der Frauenbibelschule eine der ersten theologischen Ausbildungsstätten für Frauen eröffnet. 1929 konnte ein neues Bruderhaus auf St. Chrischona eingeweiht werden, das vor allem der theologischen Ausbildung diente.

### Gegenwart
Das Seminar wurde seit 1991 von Karl Albietz geleitet, der eine Zusammenlegung des Männer- und Frauenzweiges vornahm. Zusammen mit den Theologischen Seminaren Tabor in Marburg und Liebenzell knüpfte das Theologische Seminar Chrischona in den 1990er Jahren erste Kontakte mit der Middlesex University in London hinsichtlich einer Validierung der Studiengänge. Diese Allianz mit der Middlesex University konnte 1999 endgültig geschlossen werden und wird regelmässig evaluiert.
Von 2001 bis 2006 leitete der Pädagoge Markus Müller, im Amt des Direktors, Seminar und Pilgermission. 2006 wurde die Leitung erstmals getrennt, und Horst Schaffenberger zum Leiter des theologischen Seminars berufen. Ab 2012 hatte der Schweizer Prediger René Winkler das Amt des Direktors der Pilgermission inne, die 2014 in Chrischona International umbenannt wurde.
Der Verein Chrischona International (Sitz in Bettingen BS) wurde am 8. September 2018 (Datum der Statutenänderung) in Theologisches Seminar St. Chrischona tsc umbenannt. Die Liegenschaften und das Konferenzzentrum auf St. Chrischona sind nun Teil der am 19. November 2018 Rechtspersönlichkeit erlangten Chrischona Campus AG in Bettingen BS (Statuten vom 15. November 2018). Seit 2024 ist Werner Sturm Präsident des Verwaltungsrats und ergänzt außerdem als Delegierter des tsc-Vorstands die Leitung auf dem Chrischona-Berg.

### Seminarleiter
Im Jahre 1801 übernahm der württembergische Pfarrerssohn und Verwaltungsangestellte
- Christian Friedrich Spittler (1782–1867) die Leitung der Missionsgesellschaft und somit des Seminars.[10] In dieser Funktion gründete Spittler viele missionarisch-diakonische Werke, von denen einige bis heute Spuren hinterlassen. 1815 gründete Spittler die Evangelische Missionsgesellschaft in Basel. 1820 errichtete er das Errettungshaus in Beuggen und 1823 die Judenmissions-Anstalt in Sitzenkirch bei Kandern. Die endgültige Gründung der Mission Chrischona als Institution erfolgte jedoch erst im Jahr 1840. Ihm folgte im Jahr 1868
- Carl Heinrich Rappard (1837–1909) und seine Frau
- Dora Rappard-Gobat (1842–1923) in der Leitung der Pilgermission. Sie reformierte die Ausbildung und legte erste Grundlagen für eine damals noch separate Bibelschule für Frauen, die 1909 gegründet werden konnte.[11] In den Wirren des Ersten Weltkrieges erlebte die Nachfolgerin Rappards sehr wechselhafte Zeiten im Seminar.
- Friedrich Veiel (1866–1950) war von 1909 bis 1947 im Amt. In dieser Zeit studierte mit 112 Studenten eine neue Höchstzahl an Seminaristen in der „Pilgermissions-Anstalt“ (damaliger Eigenname). Der Erste Weltkrieg führte zur rapiden Abnahme der Studentenzahl, 38 deutsche Studenten kehrten von ihrem Wehrdienst nicht mehr zurück. Nach Ende des Krieges stieg die Studentenzahl wieder auf 97 an.[12]
- Hans Staub (1898–1967): unter ihm erlebte die Bibelschule für Frauen einen Aufschwung und zählte mittlerweile über 40 Studentinnen. Staub hatte selber die Ausbildung auf Chrischona durchlaufen und war somit der erste Missionsleiter aus den eigenen Reihen.[13] 1948 nahmen die Studentenzahlen erneut zu, bereits 1959 begannen wieder weit über 100 junge Männer das Studium. Staub trat 1967 von seinem Amt zurück und starb noch im selben Jahr.
- Edgar Schmid (1923–2003) wurde Nachfolger Staubs. 1968 wurde eine Kurzbibelschule für ehrenamtliche Mitarbeiter gegründet, die auf viel Interesse stiess. Schmid legte grossen Wert auf eine praxisnahe Ausbildung und führte Sommerpraktika ein. 1975 wurde die Bibelschule für Frauen um ein weiteres Studienjahr auf drei Jahre erweitert.[14]
- Karl Albietz war 1991–2001 Chrischona-Direktor. Er führte erstmals eine Trennung von Verbands- und Seminarleitung ein. 1994 wurde eine Studienreform durchgeführt.
- Markus Müller: Der Pädagoge war 2001–2012 Chrischona-Direktor auf Chrischona und anfänglich auch Seminarleiter, bis 2006 Verbands- und Seminarleitung erneut getrennt wurden.
- Horst Schaffenberger: Der Theologe war von 2006 bis 2016 Seminarleiter.
- Benedikt Walker: ab Sommer 2016, seit 2017 als Rektor.[15]

### Bekannte Lehrer und Absolventen
- Gerhard Bergmann (1914–1981), deutscher Evangelist, am Seminar 1932
- Klaus Bockmühl (1931–1989), Dozent am Seminar 1965–1977
- Manfred Bönig (* 1941), deutscher Pastor und Evangelist, am Seminar 1970–1974
- Helmut Burkhardt (1939–2022), Dozent für Systematische Theologie 1977–2008
- Stefan Felber (* 1967), Dozent für Altes Testament 2000–2022
- Johann Martin Flad (1831–1915), deutscher Missionar in Äthiopien unter den Falaschas, tsc-Absolvent 1853
- Markus Hauser (1849–1900), Schweizer evangelischer Prediger
- Theodor Haarbeck (1846–1923), deutscher evangelischer Theologe, Dozent am Seminar
- Friedrich Heitmüller (1888–1965), deutscher evangelischer Theologe und Pastor, Gaststudent am Seminar 1910–1911
- Christoph Hoffmann (1815–1885), an Evangelistenschule 1853–1855
- Haralds Kalniņš (1911–1997), am Seminar 1933–1937, deutscher evangelisch-lutherischer Bischof in Russland
- Otto Karsten (1899–1967), deutscher Prediger und CDU-Politiker
- Samuel R. Külling (1924–2003), Dozent für Altes Testament 1964–1970
- Adolf Köberle (1898–1990), evangelischer Theologe, Gastdozent am Seminar für Ethik und Exegese 1933–1939
- Peter Martin Metzler (1824–1907), Missionar, am Seminar 1847–1853
- Werner Neuer (* 1951), Dozent für Dogmatik, Ethik, Ökumenische Theologie, Religionskunde und Theologie der Religionen 2000–2016
- Hans Ulrich Reifler (* 1949), Dozent für Neues Testament und Missionswissenschaft 1997–2014
- Fritz Rienecker (1897–1965), Dozent für Neues Testament und Systematische Theologie 1949–1958
- Ernst Schacht (1953–2008), deutscher evangelisch-lutherischer Bischof in Russland
- Conrad Schick (1822–1901), deutscher Architekt und Missionar in Jerusalem
- Erich Schick (1897–1966), deutscher evangelischer Theologe und Dozent am Seminar für Ethik, Dogmatik, Missionsgeschichte, Psychologie 1946–1965
- Jakob Vetter (1872–1918), deutscher Erweckungsprediger und Begründer der Deutschen Zeltmission, am Seminar 1893–1897
- Curt von Knobelsdorff (1839–1904), deutscher Offizier und Blaukreuz-Pionier, an Schule 1887

## Studiengänge
Der seit 2010 angebotene Theologie-Studiengang mit Abschluss Bachelor of Arts (Mdx) hat 2016 einen neuen Fokus erhalten: die Kommunikative Theologie. Studenten sollen im Bachelor-Studium Kommunikative Theologie sowohl die Botschaft Gottes in der Bibel ergründen als auch lernen, wie sie mit dieser Botschaft die Menschen erreichen.
Ein weiterer Schwerpunkt bildet der Bachelor-Studiengang Theologie & Pädagogik (Gemeindepädagogik, BACE: Bachelor of Arts in Christian Education). Die Studenten erhalten eine biblisch-theologische Grundausbildung und eine gefächerte Methodenkompetenz. Es erfolgt eine praxisnahe Ausbildung für die pädagogische Arbeit mit Menschen jeden Alters.
Seit 2016 bietet das Theologische Seminar St. Chrischona einen weiteren kombinierten Studiengang an: den Bachelor Theologie und Musik (Mdx). Damit reagiert das tsc auf den Worship-Trend und möchte Musiker für Gemeinden ausbilden, die ein Verständnis dafür haben, dass die Theologie die Musik inspirieren kann und umgekehrt.
Viele Studieninhalte können auch online besucht werden. Daneben besteht der einjährige „tsc-Jahreskurs (JK)“, der Inhalte aus verschiedensten Gebieten des theologischen Denkens und des konkreten christlichen Handelns vermitteln will.

## Zusammenleben
Wie in vielen Orden und christlichen Gemeinschaften herrschte historisch bedingt eine Geschlechtertrennung. Das ursprünglich von Spittler gegründete Seminar war ausschliesslich Männern vorbehalten. Unter Rappard kam es dann 1909 zur Gründung einer einjährigen Bibelschule für Frauen. Beide Institutionen befanden sich zwar an einem Ort, waren aber organisatorisch voneinander getrennt. In St. Chrischona galten strenge Regeln in verschiedenen Bereichen des gemeinsamen Lebens. So war beispielsweise bereits der Kontakt zwischen den Studenten des Seminars und den Bibelschülerinnen untersagt. Noch in der Zeit, als die beiden Einrichtungen 1994 miteinander verschmolzen, galt die Regelung: Zwischen den Geschlechtern dürfen während des Studiums keine Freundschaften geschlossen werden. 1999 wurde sie ersatzlos gestrichen und auch die Eheschliessung während der Ausbildung ermöglicht.

## Events
Von 1992 bis 2022 fand jeweils in der dritten Juniwoche auf dem Campus des tsc das christliche Jugendfestival Crea! Meeting mit bis zu 2000 Teilnehmern statt. Hauptredner waren u. a. Hans Peter Royer, Wilf Gasser, Johannes Reimer sowie Tamara und Andreas Boppart. Aufgetreten sind bereits u. a. W4C, Rebecca St. James, Vota, Good Weather Forecast und October Light.